# Crash Holly
Michael John Lockwood (San Francisco, 25 de agosto de 1971-Navarre, 6 de noviembre de 2003) fue un luchador profesional estadounidense. Fue mejor conocido por sus apariciones en la World Wrestling Federation (WWF)/World Wrestling Entertainment (hoy WWE) de 1999 a 2003 bajo los nombres de ring Crash Holly o simplemente Crash.
Lockwood debutó en 1989 y pasó una década luchando en el circuito independiente antes de firmar con la World Wrestling Federation en 1998, debutando al año siguiente como Crash Holly. Formó un equipo (tag team) con su primo (kayfabe), Hardcore Holly, con quien ganó el Campeonato Mundial en Parejas de la WWF. The Holly Cousins se amplió hasta convertirse en un stable con la incorporación de Molly Holly en 2000. Durante su carrera en WWF/WWE, Holly se estableció en la división hardcore al ganar el Campeonato Hardcore de la WWF en 22 ocasiones, y muchos de sus reinados se produjeron bajo la «regla 24/7», durante un período en el que el título se defendía «24 horas al día, 7 días a la semana». Después de ser liberado de la WWE en junio de 2003, Holly se unió a NWA: Total Nonstop Action como Mad Mikey, donde permaneció hasta su muerte ese mismo año.
Holly también fue una vez Campeón Europeo de la WWF y una vez Campeón Peso Ligero de la WWF. En total, Holly tuvo más de 25 reinados de campeonato en la WWF.

## Primeros años de vida
Lockwood nació el 25 de agosto de 1971 en San Francisco, California. Se crio en Pacifica, California, donde se graduó de la escuela secundaria Terra Nova. Se interesó por la lucha libre profesional en octavo grado, inspirado por Brady Boone. Mientras entrenaba como luchador y trabajaba en el circuito independiente, tuvo un segundo trabajo en Safeway. 

## Carrera en lucha libre profesional

### Primeros años (1989-1998)
Lockwood debutó en 1989, como «Johnny Pearson» en Bay Area Wrestling para Woody Farmer, donde luchó hasta 1994. Se dislocó el hombro unas cinco veces y se tomó 18 meses de baja para recuperarse. Luego luchó en el circuito independiente como «'Irish' Erin O'Grady». En 1995 apareció en México con el Consejo Mundial de Lucha Libre como «Super Diablo». En 1996, se unió a All Pro Wrestling (APW), donde se hizo conocido como «'The Leprechaun' Erin O'Grady» y tuvo varios combates con Vic Grimes.
Lockwood se unió a la promoción Extreme Championship Wrestling con sede en Filadelfia, Pensilvania, en noviembre de 1997, después de que el luchador de ECW Taz viera una cinta de un combate entre O'Grady y Michael Modest y lo remitiera al propietario de ECW, Paul Heyman. Erin O'Grady perdió cuatro combates no televisados en ECW, incluido un dark match en November to Remember. Después de su paso por ECW, Lockwood regresó a APW donde apareció hasta octubre de 1998.

### World Wrestling Federation / World Wrestling Entertainment (1998-2003)

#### Territorios de desarrollo (1998-1999)
O'Grady luchó contra Vic Grimes en un combate de prueba para la World Wrestling Federation (WWF) el 20 de enero de 1998, y ambos firmaron contratos. En noviembre de 1998, Lockwood fue enviado a Power Pro Wrestling (PPW), el territorio de desarrollo de la WWF, para entrenar. Aquí, ganó el Campeonato Young Guns de PPW y el Campeonato en Parejas de PPW. El coordinador de talentos de la WWF, Bruce Prichard, envió a Lockwood a México para prepararlo para el estilo del espectáculo de lucha libre mexicana de la WWF, WWF Super Astros. Luchó en Monterrey durante tres meses, bajo una máscara, como «The Green Ghost» («El Fantasma Verde», cuya pronunciación era un juego de palabras con la palabra «gringo»). 

#### 1999-2000

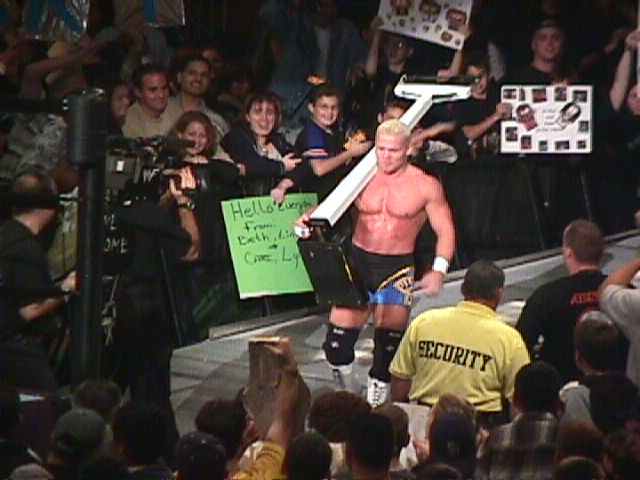
Holly llevando su balanza al ring en 1999.

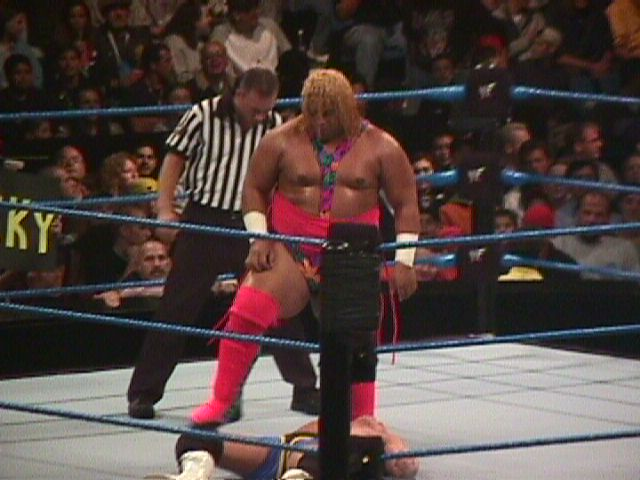
Rikishi y Crash Holly (en la lona) en una grabación deSmackDown en 1999.

Lockwood debutó en la televisión de WWF como «Crash Holly», el primo en kayfabe de Bob «Hardcore» Holly, en el episodio del 16 de agosto de 1999 de Raw is War. Se hicieron conocidos como The Holly Cousins. Su relación era tensa y Hardcore amenazaba con frecuencia a Crash. Cuando adoptaron el gimmick de afirmar que eran «pesos súper pesados», con más de 400 lb cada uno, Crash llevaba una balanza al ring para «pesarse» antes de los combates.
Crash hizo su debut en PPV en SummerSlam en agosto, donde The Holly Cousins lucharon en un Tag Team Turmoil match, ganado por The Acolytes Protection Agency. En Rebellion, The Holly Cousins compitieron contra APA y Edge & Christian en una lucha triangular, que ganaron Edge & Christian. El 17 de octubre, en No Mercy, The Holly Cousins derrotaron a The New Age Outlaws por descalificación. La noche siguiente en Raw is War, derrotaron a The Rock 'n' Sock Connection por el Campeonato en Parejas de la WWF. Retuvieron el título hasta el episodio del 4 de noviembre de SmackDown!, cuando lo perdieron ante Mankind y su nuevo compañero de equipo, Al Snow.
En Survivor Series el 14 de noviembre, Holly Cousins hizo equipo con Too Cool para derrotar a Edge & Christian y The Hardy Boyz. Más tarde ese mes, The Holly Cousins comenzaron un breve feudo con Too Cool y Rikishi. En Armageddon el 12 de diciembre de 1999, derrotaron a Rikishi y Viscera. El feudo continuó hasta febrero de 2000.

#### 2000-2001

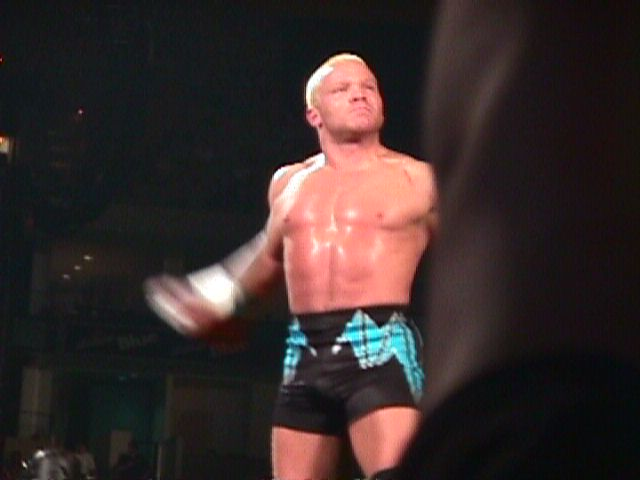
Holly haciendo su entrada en King of the Ring en junio de 2000.

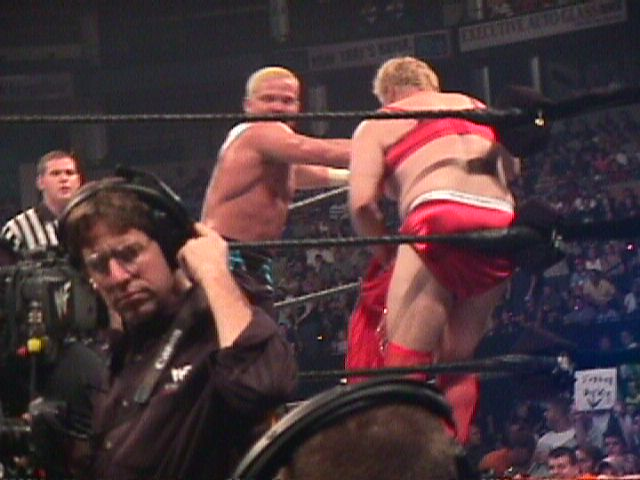
Holly y Pat Patterson en King of the Ring en junio de 2000.

En febrero de 2000, Crash Holly se unió a la división hardcore. En el episodio del 24 de febrero de SmackDown!, derrotó a Test para comenzar el primero de 22 reinados con el Campeonato Hardcore. Decretó que iba a defender el campeonato las veinticuatro horas del día, los siete días de la semana, lo que luego se conoció como la «Regla 24/7». Esto significaba que el título estaba en disputa permanente, no sólo en combates sancionados, y podía cambiar de manos en cualquier lugar y en cualquier momento que alguien cubriera al campeón, siempre y cuando un árbitro de la WWF contara el pin. Holly fue atacado con frecuencia por otros luchadores en lugares poco ortodoxos, incluido un aeropuerto, un parque de diversiones, un circo y su habitación de hotel. Aunque fue cubierto a menudo, por lo general recuperó inmediatamente el título. Su táctica más común era esconderse, a menudo después de que alguien más había derrotado al campeón, y correr rápidamente detrás del escenario, lejos de posibles retadores. Esto lo convirtió en un favorito del público y le valió el apodo de «El Houdini del Hardcore». Con frecuencia defendió el campeonato contra personas que no eran luchadores, incluidos árbitros y agentes de carretera, como Gerald Brisco y Pat Patterson. Tuvo un largo feudo con Mean Street Posse (Pete Gas, Rodney y Joey Abs) por el título. Incluso perdió, y rápidamente recuperó, el título contra una de las hos de The Godfather.
En Rebellion, Crash derrotó a William Regal para ganar el Campeonato Europeo. Perdió el título ante Regal dos días después. A finales de 2000, se presentó otra de las primas en storyline de Crash, Molly Holly. En 2001, The Holly Cousins tuvo un feudo con The Dudley Boyz. En el transcurso de este feudo, Molly comenzó una relación romántica con Spike Dudley, lo que llevó a disputas internas dentro de cada familia, así como a un angle al estilo Romeo y Julieta entre los seis. En el episodio del 18 de marzo de 2001 de Heat, Crash derrotó a Dean Malenko para ganar el Campeonato Peso Ligero. Lo defendió en dos episodios de Heat, contra Funaki y Grandmaster Sexay, antes de perderlo ante el debutante Jerry Lynn en el episodio del 29 de abril. En abril de 2001, Holly y Hardcore se reunieron brevemente como un equipo de la parte inferior de la cartelera hasta diciembre de ese año.
En julio de 2001, Holly apareció con la International Wrestling Association en Puerto Rico, ostentando brevemente el Campeonato Hardcore de IWA y el Campeonato Mundial Peso Pesado Junior de la IWA. A lo largo de finales de 2001, luchó principalmente en house shows y en Jakked y Sunday Night Heat. En Survivor Series el 18 de noviembre de 2001, Holly participó en una battle royal que garantizaría al ganador inmunidad contra el despido y que ganó Test. Durante el resto de 2001, Holly continuó luchando principalmente en house shows y en programas secundarios de televisión de la WWF.

#### 2002-2003
Cuando la WWF pasó a llamarse World Wrestling Entertainment y se dividió en dos marcas, Holly fue asignado al roster de Raw, donde tuvo poco éxito. Saltó a SmackDown! en el episodio del 2 de septiembre de 2002 de Raw durante un combate con Jeff Hardy. Anteriormente, el Gerente General de Raw, Eric Bischoff, fue informado que un luchador de Raw se iría para reunirse con un familiar en SmackDown, y ordenó a 3-Minute Warning darle una paliza a Hardy, de quien sospechaba erróneamente que planeaba reunirse con su hermano, Matt Hardy, hasta que Crash reveló que él era quien se iba, planeando unirse a su primo Hardcore Holly en SmackDown!. En su primer combate en SmackDown!, el 5 de septiembre, derrotó a The Hurricane. Luego tuvo un feudo con el Campeón Peso Crucero, Jamie Noble. El 3 de octubre en SmackDown!, Noble derrotó a Holly para retener el título.
El 19 de diciembre en SmackDown!, Holly hizo equipo con Bill DeMott para derrotar a Noble y Nunzio. Después del combate, DeMott se volvió contra Holly y lo atacó. Esto llevó a una lucha en el siguiente SmackDown!, que ganó DeMott. Después de estar fuera de juego durante tres meses, Holly regresó en el episodio del 24 de abril de 2003 de SmackDown. Pronto se unió a Matt Hardy y Shannon Moore en el grupo Mattitude Followers. Como Crash era el supuesto aprendiz de Moore, Hardy también se refirió a él como «Moore-on» (un juego de palabras con moron, «imbécil» en inglés). Sus últimos combates con la compañía fueron combates con Moore, así como combates en casa contra el recién llegado Orlando Jordan. El 30 de junio de 2003, Lockwood fue liberado de su contrato por la WWE.

### NWA: Total Nonstop Action; circuito independiente (2003)
Lockwood firmó un contrato con NWA: Total Nonstop Action en julio de 2003 y debutó como «Mad Mikey» el 23 de julio, aceptando un desafío abierto de Elix Skipper y perdiendo el combate. Mad Mikey tenía un gimmick de que estaba enojado por muchas cosas, sobre las cuales dio más detalles en varias promos. Luchó en nueve PPV semanales de NWA-TNA, el último el 1 de octubre. Luchó brevemente para Pro Wrestling Iron en Hayward, California. El 1 de noviembre de 2003, Mad Mikey y Rory Fox derrotaron a Quiten Lee y The Human Time Bomb con Ricky Steamboat como árbitro invitado especial de la Heartland Wrestling Association en lo que resultó ser el último combate de Lockwood.

## Vida personal
Lockwood conoció a su esposa, Christeena Wheeler, cuando ella acompañó a Mark Henry al ring en Unforgiven 1999, en Charlotte, Carolina del Norte. Se casaron en la víspera de Año Nuevo de 1999. La pareja tuvo una hija juntos. En 2002, abrió la «Crash Holly's School of Professional Wrestling» en Salisbury, Carolina del Norte, donde creció Wheeler.

## Muerte

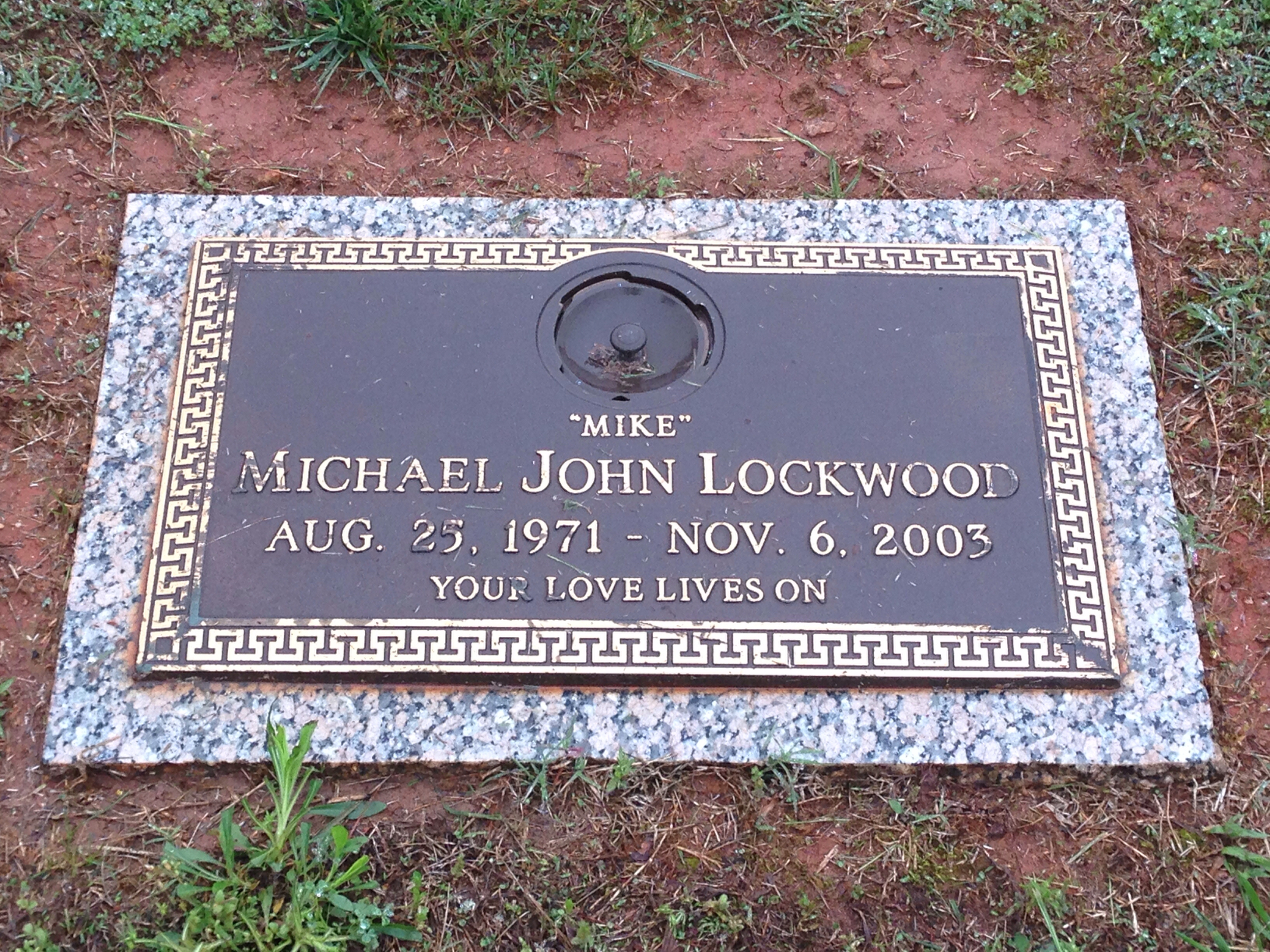
Tumba de Lockwood.

Lockwood murió el 6 de noviembre de 2003 en la casa de su amigo y compañero luchador Stevie Richards en Florida. Tenía 32 años. Lo encontraron parcialmente vestido y con un charco de vómito alrededor de la cara. Cerca se encontraron botellas vacías del medicamento recetado carisoprodol y una botella de alcohol parcialmente consumida. Recientemente había recibido papeles de divorcio de su esposa. Su muerte, provocada por asfixia con su propio vómito, fue oficialmente declarada suicidio. Fue enterrado en China Grove en el condado de Rowan, Carolina del Norte.
En agosto de 2005, Nora Greenwald, quien actuó junto a Lockwood como Molly Holly, lanzó un DVD autobiográfico titulado Nora Greenwald: Shootin' the Shi Crap, y una parte de las ganancias de la venta del DVD se destinó al fondo de educación de la hija de Lockwood. En marzo de 2005, la New Breed Wrestling Association celebró el «Mike Lockwood Memorial Tournament», que fue ganado por Michael Modest. En ECW One Night Stand en 2005, Lockwood fue uno de los exluchadores fallecidos de ECW honrados en un paquete de video.

## Campeonatos y logros
- All Pro Wrestling
  - APW Junior Heavyweight Championship (1 vez)[35]
- International Wrestling Association
  - IWA Hardcore Championship (1 vez)
  - IWA World Junior Heavyweight Championship (1 vez)[36]
  - UWA World Junior Heavyweight Championship (1 vez)
- Mid-Eastern Wrestling Federation
  - MEWF Cruiserweight Championship (1 time)[37]
- Power Pro Wrestling
  - PPW Tag Team Championship (1 vez) - con Vic Grimes[10]
  - PPW Young Guns Championship (1 vez)[11]
- Pro Wrestling Illustrated
  - Clasificado en el puesto 36 de los 500 mejores luchadores individuales en el PWI 500 en 2000 [38]
- Supreme Pro Wrestling
  - SPW Tag Team Championship (1 vez) - con Hook Bomberry
- World Wrestling Federation / World Wrestling Entertainment
  - WWF/E Hardcore Championship (22 veces)[17]
  - WWF European Championship (1 vez)[3]
  - WWF Light Heavyweight Championship (1 vez)[4]
  - WWF Tag Team Championship (1 vez) - con Hardcore Holly[15]